# أوليفيا شكسبير
أوليفيا شكسبير (بالإنجليزية: Olivia Shakespear) (وُلدت أوليفيا تاكر في 17 مارس 1863-3 أكتوبر 1938) روائية بريطانية، كاتبة مسرحيات وراعية رسمية للآداب. كتبت ستة كتب والذين كانوا يوصفون بـروايات 'المشاكل الزوجية'. كانت أعمالها تباع بشكل بطيء، أحيانا تصل لبضع مئات النسخ فقط. روايتها الأخيرة العم هيلاري تعتبر أفضل روايتها. وكتبت مسرحيتين بالتعاون مع فلورانس فارر.
كانت أوليفيا ابنة المتقاعد القائد العام هنري تود، وتلقت قليل من التعليم الرسمي. ومع ذلك، كانت قارئة جيدة، ونمت حبها للادب. في عام1885، تزوجت من لندن باريستر هنري هوب شكسبير، وفي عام 1886 انجبت مولودتها الوحيدة دوروثي. في عام 1894 قادتها اهتمامتها الأدبية إلى علاقة صداقة بينها وبين ويليام بتلر ييتس إلى أن أصبحت علاقة حميمة جسديا في عام 1896. بعد إكمال علاقتهم صرح ييتس بـأنهم «كان لديهم أيام أتية من السعادة» ولكن العلاقة انتهت في عام 1897. ومع ذلك ظلوا أصدقاء مدى الحياة، وتقابلوا في كثير من الأحيان. تزوج ييتس من جورجي هيد-ليس، أبنة أخت أوليفيا الغير شقيقه وصديقة دوروثي الحميمة.
بدأت أوليفيا استضافة صالون أسبوعي ارتاده عزرا باوند وغيره من الكتاب والفنانين التابعين لحركة الحداثة في عام 1909، وأصبحت مؤثرة في مجتمع لندن الأدبي. تزوجت دوروثي شكسبير من باوند عام 1914، على الرغم من عدم حماسة والديها للقبول. بعد زواجهما، فإن باوند استخدم الأموال الواردة من أوليفيا لدعم ت. س. إليوت وجيمس جويس. عندما أنجبت دوروثي ولدا اسمه عمر باوند في فرنسا عام 1926، أفترضت أوليفيا الوصاية على الصبي. وعاش معها حتى وفاتها في 3 أكتوبر 1938.

## حياتها المبكرة وزواجها
والد أوليفيا، "هنري تود تاكر" (ولد عام 1808) ولد في إدنبرة وانضم إلى الجيش البريطاني الهندي كحامل راية في السادسة عشر من عمره وترقى إلى منصب القائد العام في البنغال، ولكنه تقاعد في عام 1856 وعمره 48 سنة بسبب اعتلال صحته. في غضون عام من عودته إلى بريطانيا تزوج من "هاريت جونسون" (ولدت عام 1821) من باث. انتقل الزوجان إلى وايت (جزيرة) حيث ولدت ابنتيهما: فلورانس في عام 1858 وأوليفيا في 17 مارس 1863. سرعان ما انتقلا إلى ساسكس حيث ولد طفلهم الثالث "هنري" عام 1866 . في عام 1877 انتقلت الأسرة إلى لندن وربوا بناتهم في عالم اجتماعي يشجع السعي لقضاء أوقات الفراغ. كثيرا ما زارت أوليفيا أقاربها من عائلة جونسون في البلد، وأصبحت مولعة خصوصًا من ابن عمها "ليونيل جونسون" -الوحيد من العديد من الأعمام وأبناء العمومة الذي لم ينضم إلى الجيش- الذي ذهب إلى ليصبح شاعر وصديق لويليام بتلر ييتس. فمن المرجح أن أوليفيا تلقى القليل من التعليم الرسمي ; من المحتمل انها قد تلقت تعليما من قبل المعلمين، ويبدو أنها أصبحت قارئة جيدة كامرأة شابة.
في عام 1885 تزوجت أوليفيا من "هنري هوب شكسبير"، رجل وصفه "تيرينس براون" في سيرة حياة ويليام بتلر ييتس بأنه: «بارز» ولكن «ممل». ولد في الهند عام 1849، وكان ينحدر من صانعي حبال نهاية شرق لندن للقرن السابع عشر، وكأوليفيا أتى من عائلة عسكرية على الرغم من أنها كانت أقل هيبة وثروة من عائلتي جونسون وتاكر. جون هارود، كاتب سيرة أوليفيا ومؤلف 'أوليفيا شكسبير' وويليام بتلر ييتس: بعد صمت طويل يعتقد أن ربما رأى "هنري" فرصة لزيادة مكانته الاجتماعية ودخله السنوي في زواجه من "أوليفيا". كان قد تردد إلى جامعة هارو، ودرس القانون، وانضم إلى ممارسة القانون في عام 1875. تزوج الزوجان في الثامن من ديسمبر عام 1885، وقضيا شهر العسل في بولوني سور مير وباريس. وهبهم والد أوليفيا دخل جيد على أساس الثقة. بعد تسعة أشهر من الزفاف ولدت طفلتهما الوحيدة، "دوروثي"، في الرابع عشر من سبتمبر 1886 ; ومن المحتمل انهم اوقفوا العلاقات الجسدية بعد شهر العسل، وسرعان ما أدركت أوليفيا تماما أن الزواج كان خاليًا من العاطفة. كتب كاتب سيرة 'ييتس' ألكساندر جيفارس «كانت غير أنانية، وخيالة بعمق ومتعاطفة، حتى التقت ييتس، يبدو أنها قد قبلت حقيقة زواجها التعيس بلا حب».
حل شكسبير الشراكة القانونية له في أواخر عام 1880-من المحتمل ان يكون شريكه قد اختلس من ثقة العملاء- وشكل ممارسته الخاصة. كتب هارود أن سلوك شكسبير تجاه الموقف أظهر مقدار من «الخجل» من جانبه وتأكيد واضح على «عدم الإعجاب بالمشاهد». خلال هذه الفترة انتقلت "أوليفيا" من التنشئة الاجتماعية مع زوجات العسكريين للنساء الأدبيات: فالنتين فوكس (متزوجة بتعاسة إلى كنت بروير) وبيرل كرايجيه، كاتبة مطلقة أمريكية التي كتبت تحت اسم أوليفر جون هوبز.

## ويليام بتلر ييتس

### علاقة صداقة

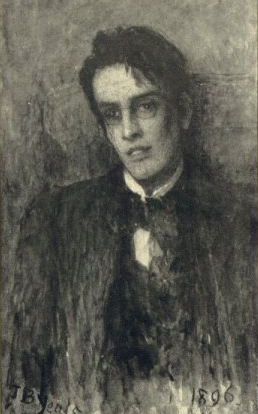
1896 صورة لو.ب. ييتس رسمت من قبل والده، جون بتلر ييتس،و هي واجهة مبنى سلتيك الشفق.

بصحبة بيرل كرايجيه، حضرت أوليفيا في السادس عشر من أبريل في عام 1894 عشاء أدبيا لإطلاق الكتاب الأصفر . كانت أوليفيا تجلس بلاتجاه المعاكس لويليام بتلر ييتس. والذي كان عائد مؤخرا من زيارة مود جون في باريس، كان ييتس في لندن لإنتاج مسرحيته أرض الرغبة في القلب . لم يتعرفا الأثنين ببعضهما ذلك المساء لكن ييتس، ربما من خلال ليونيل جونسون (الذي أصبح في حالة سكر شديدة في حفل العشاء)، استفسر عن الامرأة التي تجلس بالاتجاه المعاكس. كان ييتس متأثرا بـعميق، وكتب في وقت لاحق في مذكراته من اللقاء: «لقد لاحظت قبالتي.... امرأة في غاية الجمال... وكانت ترتدي ثوبا رائعا... واقترحت لي هذا التمييز الذي لا يضاهى.» بعد فترة وجيزة حضرت أوليفيا عرض من أرض الرغبة في القلب، ووجدت نفسها متأثرة بـالأداء. أرادت مقابلة الشاعر «أسود الشعر» فطلبت من جونسون أن يدعو ييتس للشاي في 10 مايو 1894، مضيفة بـخط يدها للدعوة، «سوف أكون سعيدة للغاية بـرؤيتك».في مذكراته أشار ييتس إليها بأنها «ديانا فيرنون»، كاتبا، «وفي هذا الكتاب لا أستطيع أن أقول اسمها الحقيقي - ديانا فيرنون يبدو جيدا في أذني وسوف يتناسب معاها مثله مثل أي اسم أخر». 

سرعان ما أقاموا علاقة صداقة قوية، كانت أوليفيا تحب الاستماع بتعاطف لحبه الشديد لمود. عندما وصف ييتس في وقت لاحق صداقتهما، كتب، «أخبرتها عن حبي الحزين، والواقع أنه كان شغلي الشاغل، لا يفارقني ليلا أو نهارا». كتابا في العاشق المجامل الآخير، اقترحت غلوريا أن أوليفيا وييتس بدأا صداقة على أساس مناقشة الأدب واستعداده لاستعراض ومناقشة اعمالها. جون أنتريكار، في كتابه وجوه وجوه كاذبة، يرى أن الصداقة والجانب الأكثر أهمية في العلاقة، موضحا، «وجدت في ييتس، كما وجدت فيها، الشخص الذي يمكن مناقشة الأدب والأفكار... لأنها كانت واحدة من قليل من الأشخاص الذي كان يمكن أن يكون ييتس مرتاحا تماما معها». بمقارنة الفرق بين مود وأوليفيا ويكتب، «قدمت مود جون لييتس مواضيع للشعر، والحياة 'مثيرة للاهتمام' الذي كان يأمل بها، اما أوليفيا شكسبير قدمت له الراحة». وفقا لكلاين، كان ييتس يقارن أوليفيا بـديانا ومود بـهيلين، كان ييتس ينجذب إلى المرأة داكنة اللون، واصفا جلد أوليفيا بأنه «أغمق قليلا من اليونانية وشعرها داكن جدا». العالم الأدبي همفري كاربنتر كتب أن انطباع ييتس عن أوليفيا بأنها امرأة مع «ثقافة عميقة، ومعرفة اللغة الفرنسية، الإنجليزية، والإيطالية، وتبدو دائما في أوقات الفراغ. وكان لها طابع لطيف ومتأمل، وكانت سعيدة، على ما يبدو، أن حياتهـا ليست أكثر من الترفيه والحديث مع صديقاتها».
ومع ذلك كانت تعمل أوليفيا على روايتها الثالثة، ساعة الجمال، ومن المرجح أن ييتس قرأ المخطوط، واقترح التنقيحات، وربما يكون قد ساهم في التوصيفات.ويرى كلاين أن الاثنان بدأا علاقة صداقة تقوم على مناقشة الأدب واستعداده لاستعراض ومناقشة اعمالها؛ يضيف كاتب سيرة ييتس المدعو فوستر أنهم كانا معا بسبب اهتمام متبادل بالغموض. بالنسبة إلى ييتس، بـتراوح أعمارهم بين 30، كان جانبا هاما من صداقتهما هو الفرصة التي أتيحت له لإقامة علاقة جنسية مع امرأة، شيء لم يكن هو قد جربه من قبل .
في أغسطس عاد ييتس إلى أيرلندا، واستمر في مراسلاته مع أوليفيا، والكتابة لها حول مود التي أنجبت مؤخرا فتاه تدعى اسيولت . ربما كان أوليفيا في رسائلها صادقة في مشاعرها نحوه؛ في أبريل 1895 كتب لها: «أنا لا أشكو من كتاباتك في الحب، أكثر مما أشكو من رسام صور لحفظ صورك»

### علاقة غرامية
أجل ييتس زيارته إلى أوليفيا في لندن بعد شهر، وبدلا من زيراتها توجه إلى جونسون الذي كان متورطا في قضية وايلد وانحدر إلى إدمان الكحول الذي من شأنه أن يقتله. بدا ييتس وكأنه أقنع نفسه أن أوليفيا وابن عمها يتشاركا في عيب، كاتبا، «فكرت أن هنا يقع الضعف نفسه ... جمالها ... غامض وكامن، لديه رونق مهزوم وكيف لا يمكن لقلبي أن ينكسر . ولقد أخذت أسبوعين لأقرر ما يجب أن أقوم به». وضع ييتس خطة للتوفيق بين رغبته مع ما يعتقد أن يكون الشر لها: بـانه سيطلب منهـا أن تترك زوجها للعيش معه. حتى ذلك الحين ستظل صداقتهم أفلاطونية. 

زار ييتس أوليفيا أخيرا أوليفيا في ساحة منزلها بروشستر بعد بضعة أسابيع لتقديم نواياه المدروسة جيدا ولكن، لحيرته، أعلنت أوليفيا حبها له . غير واثقا من نفسه، اتخذ غيابا آخر، وخلالها قرر أنه إذا كانت مود غير قابلة للتحقيق، أو غير متوفرة بسبب الظروف، سوف يحظي بـأوليفيا، كاتبا «لكن بعد كل شيء إذا لم أتمكن من الحصول على المرأة التي أحبها سيكون شيئا من الراحة لبعض الوقت لتكريس نفسي لآخري». بالنسبة لييتس كان أوليفيا على استعداد لتفقد ابنتها، وأمنهـا المالي، مكانتها الاجتماعية، وحسن النية من عائلتها. على الرغم من أن زوجها قد اتجه لمقاضاة ييتس وبالتالي تدمير سمعته، وكان أفضل أمل لها ضد الخراب الكامل هو عدم إعجابها وبقوة من المشاهد العامة . ثم فقد ييتس أعصابه مرة أخرى،